# 7376 Jefftaylor
7376 Jefftaylor eller 1980 UU1 är en asteroid i huvudbältet som upptäcktes den 31 oktober 1980 av den amerikanska astronomen Schelte J. Bus vid Palomar-observatoriet. Den är uppkallad efter G. Jeffrey Taylor.
Asteroiden har en diameter på ungefär 5 kilometer och den tillhör asteroidgruppen Nysa.